# Ceracia aurifrons
Ceracia aurifrons là một loài ruồi trong họ Tachinidae.